# Borneochiropus spinitergus
Borneochiropus spinitergus är en mångfotingart som beskrevs av Sergei I. Golovatch 1996. Borneochiropus spinitergus ingår i släktet Borneochiropus och familjen orangeridubbelfotingar. Inga underarter finns listade i Catalogue of Life.